# Ahmet Kaya
Ahmet Kaya (28 de outubro de 1957 - 16 de novembro de 2000) foi um cantor curdo de Malatya, na Turquia. Ele se auto-identifica como um curdo da Turquia. Algumas de suas músicas mais populares incluem "Kürdüz Ölene Kadar" (Curdo até a morte) Ayrılık Vakti, Söyle, Ağladıkça, Oy Benim Canım, Birazdan Kudurur Deniz, Arka Mahalle, Kum Gibi, Nereden Bileceksiniz, Hani Benim Gençliğim, Yakarım Geceleri e Şafak Türküsü.

## Carreira

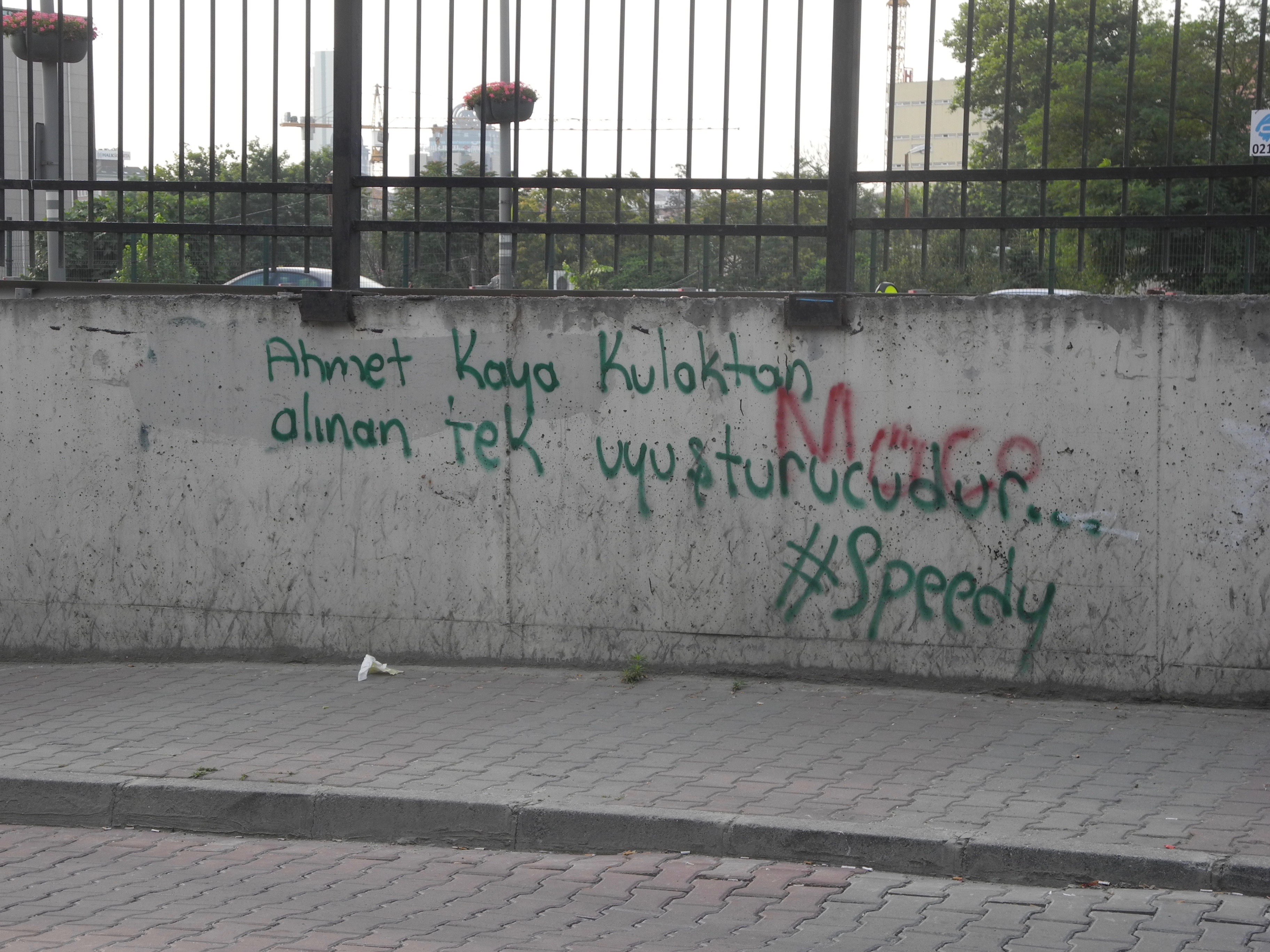
Uma homenagem em grafíti ao poder da voz de Ahmet Kaya em Okmeydanı, Istambul: "A única droga que é tomada no ouvido é Ahmet Kaya".

Ahmet Kaya foi o quinto e último filho nascido de seu pai, um curdo que havia se mudado de Adıyaman para Malatya. Ele se dedicou a música pela primeira vez aos seis anos de idade. Ahmet Kaya trabalhou por um tempo como motorista de táxi em Istambul antes de se tornar um cantor famoso em meados da década de 1980.
Seu primeiro álbum, Ağlama Bebeğim, foi lançado em 1985. Sua popularidade continuou a aumentar na década de 1990, quando em 1994 lançou o álbum Şarkılarım Dağlara, que bateu recordes de cópias com suas vendas. Todos os álbuns de 1990 deles se tornaram gráficos.
Durante sua carreira, ele gravou aproximadamente 20 álbuns e ficou conhecido por sua música tratar de protesto e cargos em justiça social. Temas recorrentes em suas músicas são amor para com a mãe, sacrifício e esperança de alguém.[carece de fontes?]

## Incidente em cerimônia de premiação
Em 10 de fevereiro de 1999, durante a cerimônia anual de entrega de música televisionada, Show TV, na qual ele deveria ser chamado de Músico do Ano, Kaya disse que queria produzir música em sua língua nativa, como ele era de descendência curda. Ele também anunciou que gravou uma música em curdo (Karwan, lançada no álbum Hoşçakalın Gözüm em 2001) e destinava produzir um vídeo para acompanhá-la. Após este anúncio, ele enfrentou uma enorme oposição de pessoas turcas e celebridades no evento. Primeiro, Serdar Ortaç começou a cantar uma música com letras modificadas para impulsionar os sentimentos nacionalistas, as pessoas na cerimônia começaram a cantar no 10º Ano de Março. Mais tarde, Kaya foi atacada por celebridades. A esposa de Kaya descreve o ataque como "De repente, todas aquelas mulheres e homens chiques, todos se transformaram em monstros, pegando garfos e facas e jogando-os para nós, insultando, vaiando. Imagine a atmosfera mudando em apenas cinco minutos, quase uma transformação Kafka".

## Exílio e morte
O incidente levou a um caso de acusação que o obrigou a sair da Turquia. Kaya foi para a França em junho de 1999, escapando de várias acusações decorrentes de suas opiniões políticas.[carece de fontes?] Em março de 2000, ele foi condenado por absentia a três anos e nove meses de prisão pela acusação de difundir propaganda separatista. Mais tarde, no entanto, a alegação da mídia de massa que mostra Kaya em frente ao cartaz foi aprovada para ser forjada. Ahmet Kaya morreu de um ataque cardíaco em Paris em 2000, aos 43 anos, e foi enterrado no Cemitério do Père Lachaise.
Muitos acreditam que por causa do saudade de seu país ele teve problemas de saúde e, portanto, teve um ataque cardíaco.

## Discografia
- Ağlama Bebeğim (1985)
- Acılara Tutunmak (1985)
- Şafak Türküsü (1986)
- An Gelir (1986)
- Yorgun Demokrat (1987)
- Başkaldırıyorum (1988)
- Resitaller-1 (1989)
- İyimser Bir Gül - Kod Adı Bahtiyar (1989)
- Resitaller-2 (1990)
- Sevgi Duvarı (1990)
- Başım Belada (1991)
- Dokunma Yanarsın (1992)
- Tedirgin (1993)
- Şarkılarım Dağlara', (1994)
- Beni Bul (1995)
- Yıldızlar ve Yakamoz (1996)
- Dosta Düşmana Karşı (1998)

Póstumos:
- Hoşçakalın Gözüm (2001)
- Biraz da Sen Ağla (2003)
- Kalsın Benim Davam (2005)
- Gözlerim Bin Yaşında (2006)
- Babaero Ahmet Kaya Yanlizim (2012)

## Prêmios póstumos
Em junho de 2012, a Associação Turca de Revisores de Revisores concedeu a Ahmet Kaya seu Prêmio Especial.
Em outubro de 2013, Ahmet Kaya recebeu o Grande Prêmio Presidencial em Cultura e Artes na categoria de música no dia em que teria tido seu 57º aniversário.